# シュヴァーツ郡

シュヴァーツ郡
Bezirk Schwaz

シュヴァーツ郡（シュヴァーツぐん、独: Bezirk Schwaz）は、オーストリアのチロル州にある郡（Bezirk; 行政管区とも訳される）。郡庁所在地はシュヴァーツ。
西でインスブルック＝ラント郡と、東でクーフシュタイン郡・キッツビュール郡およびザルツブルク州のツェル・アム・ゼー郡と接している。また北はドイツのバイエルン州との、南はイタリアのボルツァーノ自治県（旧南チロル）との国境になっている。
郡を西から東へ貫くイン川が作るイン渓谷（Inntal; インタール）と、その支谷であるツィラー渓谷（Zillertal; ツィラータール）およびアーヘン渓谷（Achental; アーヘンタール）に集落が集中している。郡内にはアルプス山脈に属するトゥクサー・アルペン、ツィラーターラー・アルペン、キッツビューラー・アルペン、カルヴェンデル山地、ローファン山地といった山群がある。またアーヘン渓谷にあるアーヘン湖（面積6.8km2）はチロル最大の湖である。
経済の基幹をなすのは観光業で、とくにツィラー渓谷、アーヘン湖、ローファン山地が重要な観光資源である。商工業の中心となっているのはシュヴァーツ、イェンバッハ、カルテンバッハ、ツェル・アム・ツィラー、フューゲンで、建築や機械、木工が見られる。また山地では牧畜を主とした農業も行なわれており、景観の維持に役立っている。このほかインスブルックやクーフシュタインへ通勤する人もいる。
シュヴァーツ郡には以下の39の市町村（Gemeinde; ゲマインデ）がある。そのうちシュヴァーツが市（Stadt）に、3つが町（Marktgemeinde; 市場町）に指定されている。
- アーヘンキルヒ Achenkirch
- アシャウ・イム・ツィラータール Aschau im Zillertal
- ブラントベルク Brandberg
- ブルック・イム・ツィラータール Bruck im Zillertal
- ブッフ・バイ・イェンバッハ Buch bei Jenbach
- エーベン・アム・アーヘンゼー Eben am Achensee
- フィンケンベルク Finkenberg
- フューゲン Fügen
- フューゲンベルク Fügenberg
- ガルツァイン Gallzein
- ゲアロース Gerlos
- ゲアロースベルク Gerlosberg
- ハインツェンベルク Hainzenberg
- ハルト・イム・ツィラータール Hart im Zillertal
- ヒッパッハ Hippach
- イェンバッハ Jenbach （町）
- カルテンバッハ Kaltenbach
- マイヤーホーフェン Mayrhofen （町）
- ピル Pill
- ラムザウ・イム・ツィラータール Ramsau im Zillertal
- リート・イム・ツィラータール Ried im Zillertal
- ローアベルク Rohrberg
- シュリッタース Schlitters
- シュヴァーツ Schwaz （市）
- シュヴェンダウ Schwendau
- シュタンス Stans
- シュタインベルク・アム・ローファン Steinberg am Rofan
- シュトラス・イム・ツィラータール Strass im Zillertal
- シュトゥム Stumm
- シュトゥンマーベルク Stummerberg
- テルフェンス Terfens
- トゥクッス Tux
- ウーデルンス Uderns
- フォンプ Vomp
- ヴェーア Weer
- ヴェーアベルク Weerberg
- ヴィージング Wiesing
- ツェル・アム・ツィラー Zell am Ziller （町）
- ツェルベルク Zellberg